# Melanodiplodia
Melanodiplodia is een monotypisch geslacht van schimmels behorend tot de familie Melanommataceae. Het bevat alleen Melanodiplodia tianschanica.